# Episodi di Ragnarok (terza stagione)
La terza e ultima stagione della serie televisiva Ragnarok, composta da 6 episodi, è stata resa interamente disponibile sul servizio di streaming on demand Netflix il 24 agosto 2023. 
| nº | Titolo originale      | Titolo italiano            | Pubblicazione  |
| -- | --------------------- | -------------------------- | -------------- |
| 1  | War Is Over           | La guerra è finita         | 24 agosto 2023 |
| 2  | Till Death Do Us Part | Finché morte non ci separi | 24 agosto 2023 |
| 3  | Losing My Religion    | Cambio di rotta            | 24 agosto 2023 |
| 4  | My Precious           | Il mio tesoro              | 24 agosto 2023 |
| 5  | A Farewell to Arms    | Addio alle armi            | 24 agosto 2023 |
| 6  | Ragnarok              | Ragnarok                   | 24 agosto 2023 |